# 达沃让
达沃让（法語：Davejean，法語發音：[davʒɑ̃] ⓘ）是法国奥德省的一个市镇，属于卡尔卡松区。

## 地理
达沃让（42°57'35"N, 2°36'23"E）面积13.36 平方千米，位于法国奧克西塔尼大區奥德省，该省份为法国南部沿海省份，北起塔恩省，西北接上加龙省，西接阿列日省，南至东比利牛斯省，东临地中海，东北与埃罗省接壤。
与达沃让接壤的市镇（或旧市镇、城区）包括：代尔纳克耶特、费利讷泰尔默内斯、拉罗克德法、迈松、帕莱拉克。
达沃让的时区为UTC+01:00、UTC+02:00（夏令时）。

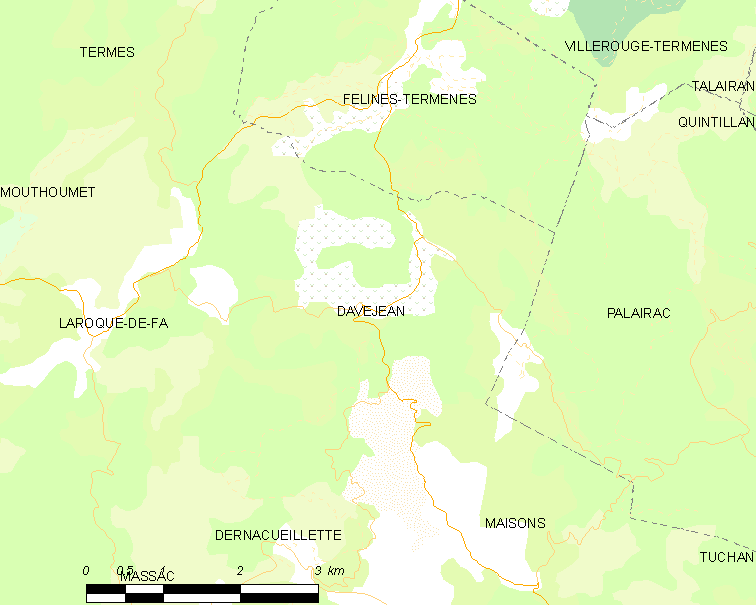
达沃让的OSM定位图

## 行政
达沃让的邮政编码为11330，INSEE市镇编码为11117。

## 政治
达沃让所属的省级选区为莱科比耶尔县。

## 人口

1962-2008年间达沃让人口变化图示

达沃让于2022年1月1日时的人口数量为147人。